# Leonor Curicuillor
Leonor Curicuillor, född 1513, död efter 1536, var en inkaprinsessa.
Hon var dotter till Huáscar. Hon blev konkubin till Hernando de Soto 1533. 